# Yucca elata
Yucca elata är en sparrisväxtart som först beskrevs av Georg George Engelmann, och fick sitt nu gällande namn av Georg George Engelmann. Yucca elata ingår i släktet palmliljor, och familjen sparrisväxter.

## Underarter
Arten delas in i följande underarter:
- Y. e. elata
- Y. e. verdiensis

## Bildgalleri

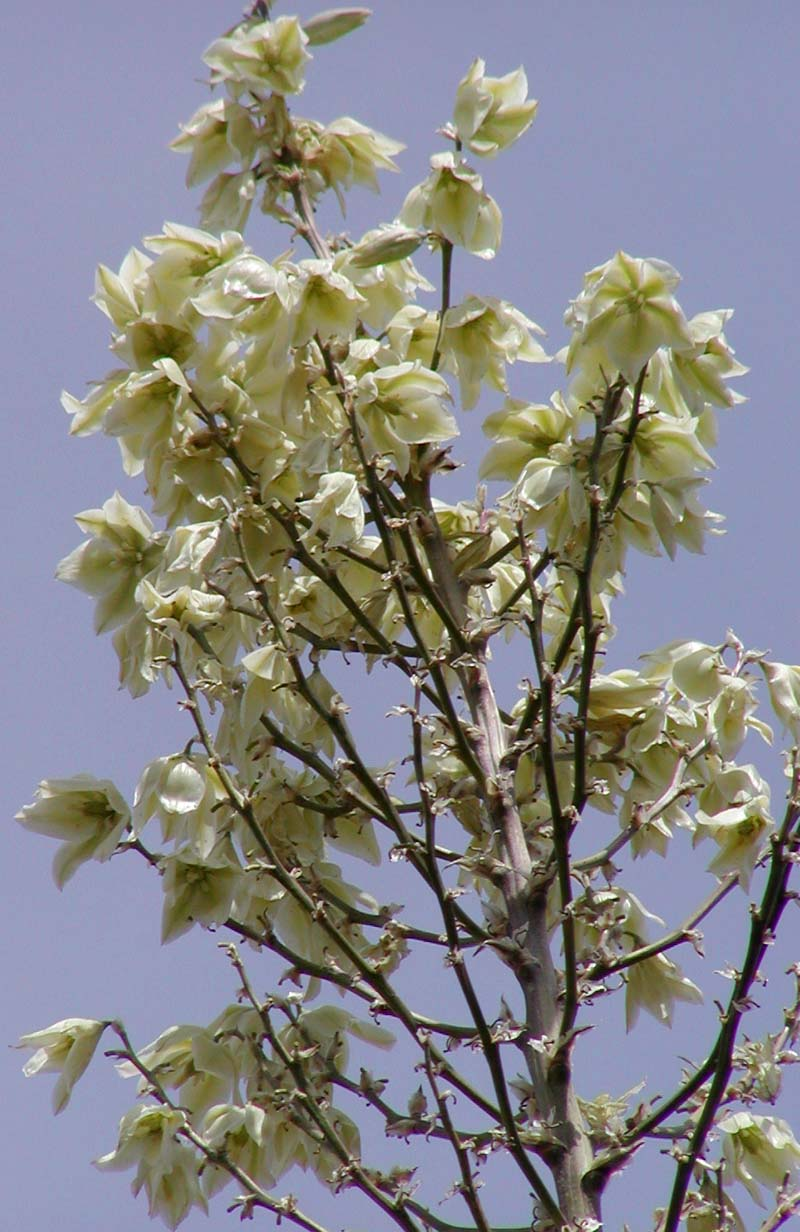
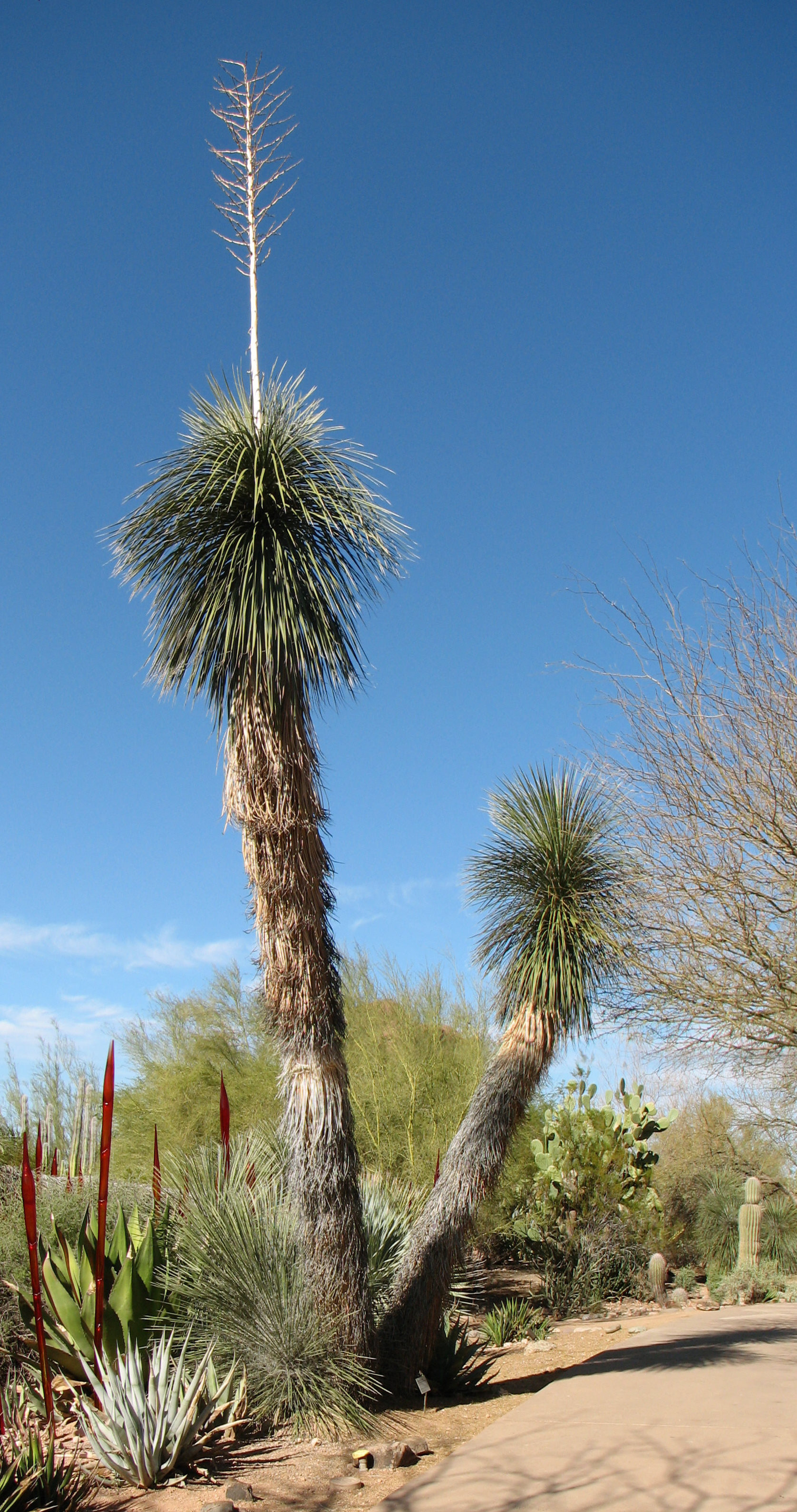
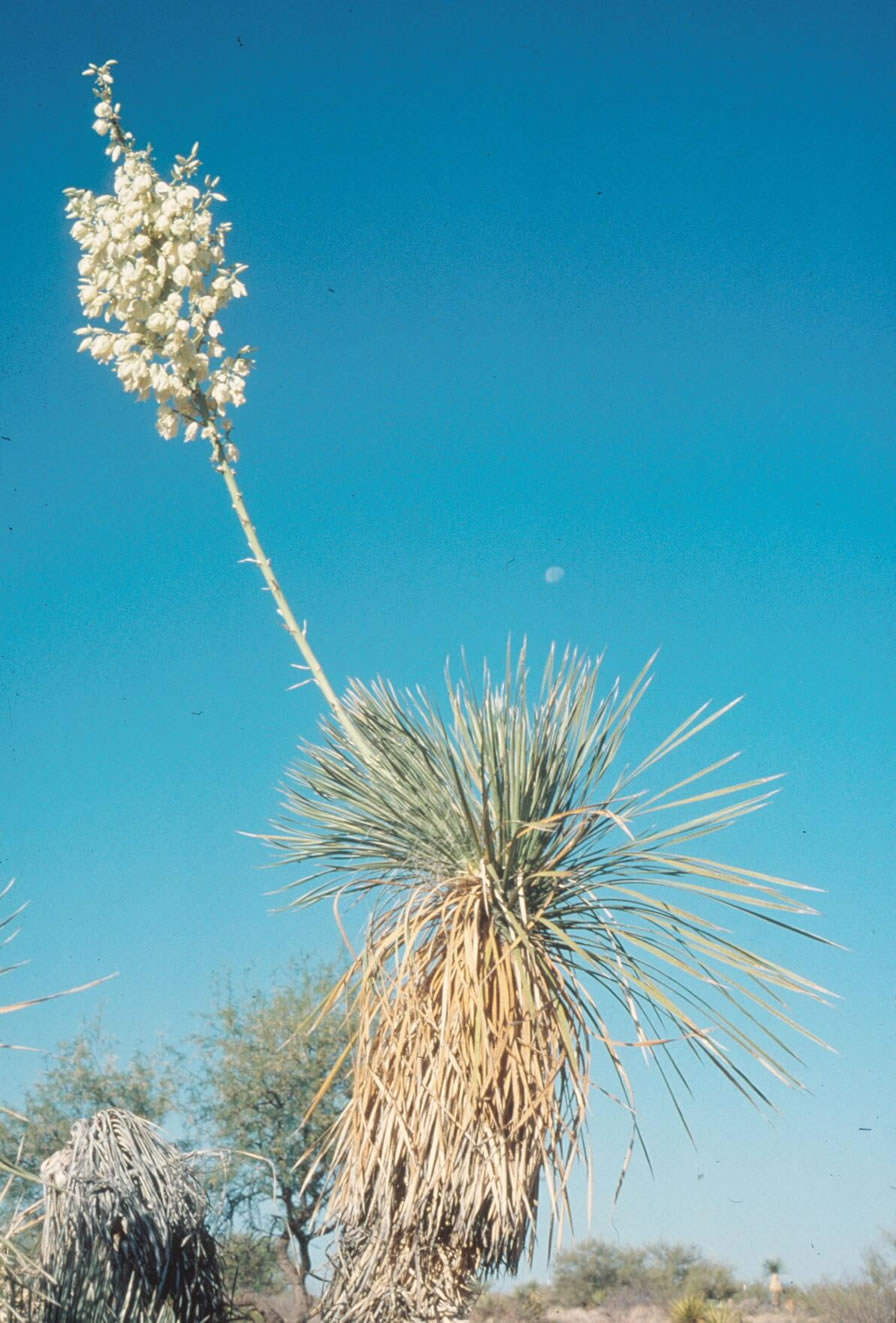
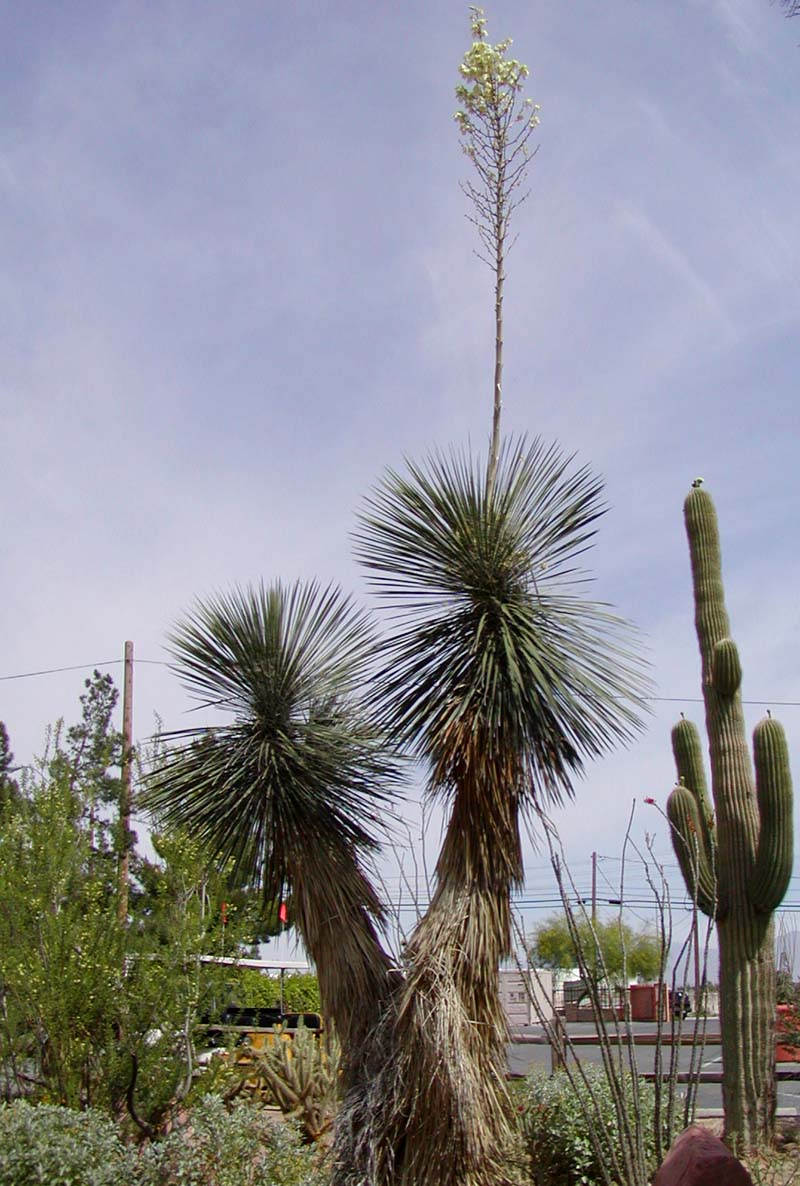
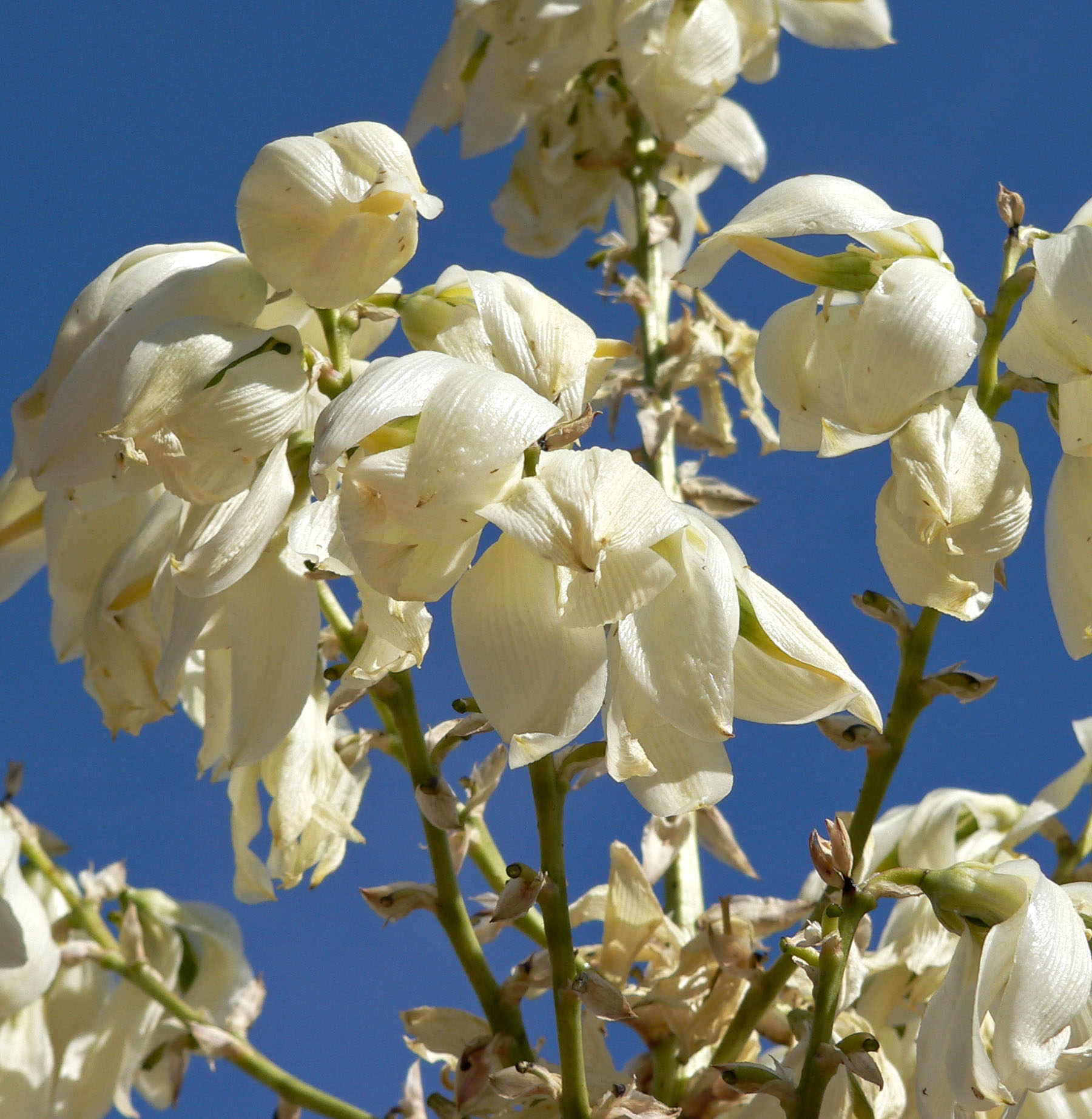
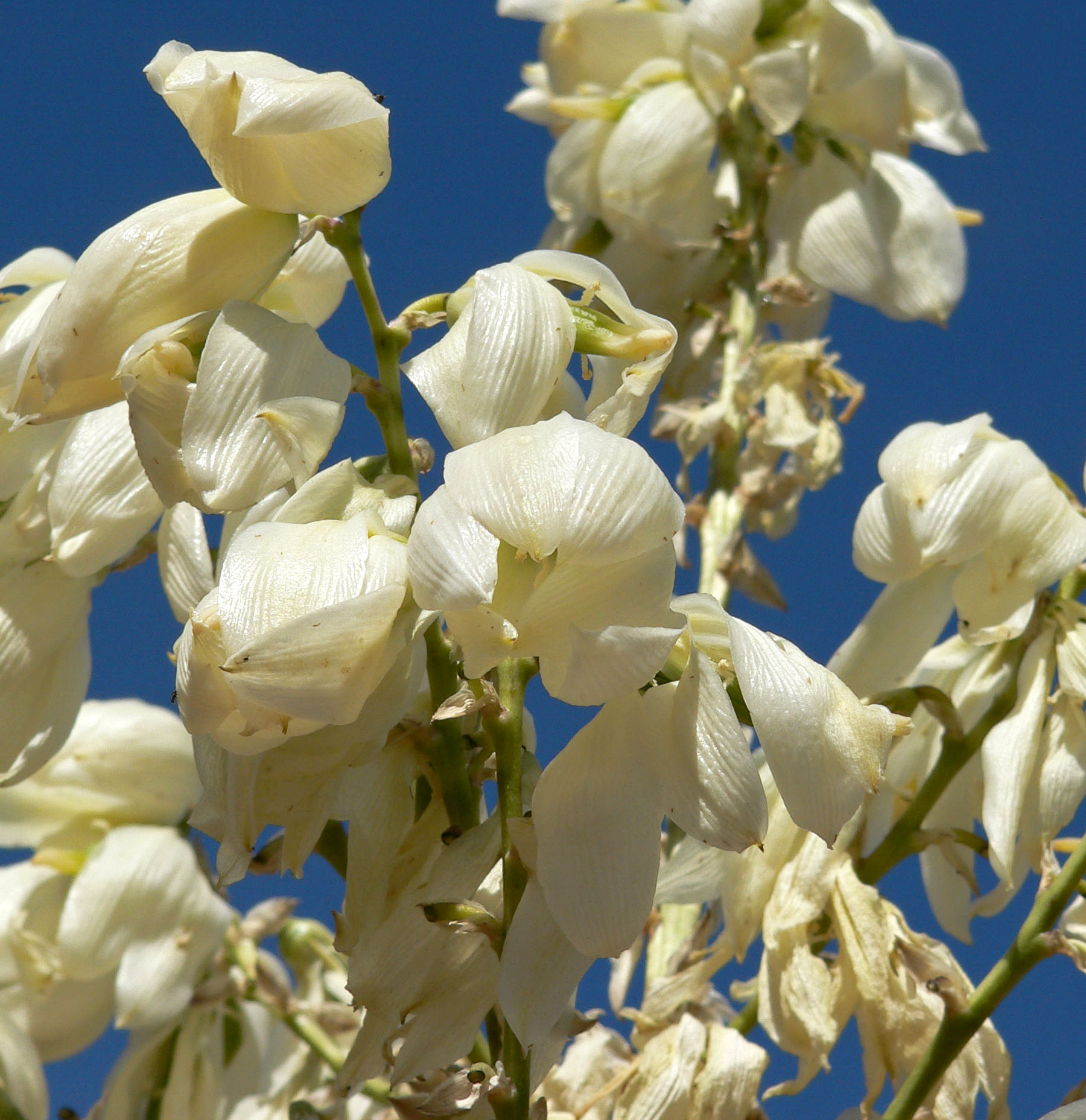